# 麻生結愛花
麻生 結愛花（あそう ゆめか、2005年1月5日 - ）は、日本の女優。千葉県出身。レイ・グローエンタテインメント所属。

## 人物
千葉県生まれ。趣味は読書、脚本執筆、映画鑑賞。特技は、ユーフォニアム、ルービックキューブ、書道（3段）。

## 出演

### 映画
- WE ARE LITTLE ZOMBIES（2019年）
- 浅田家!（2020年）バドミントン部員 役
- 罪の声（2020年）
- メタモルフォーゼの縁側（2022年）
- MINIMA19「空気」（2023年）角野ナミ 役

### テレビドラマ
- やけに弁の立つ弁護士が学校に吠える（2018年、NHK）生徒会生徒 役
- ぐるぐるナインティナイン「鈴木梨央・木村佳乃 篇」（2019年、NTV）姉 役
- 痛快TV スカッとジャパン「クラスの問題児とおばあちゃん」（2019年、CX）
- １周回って知らない話「川田裕美 篇」（2019年、NTV）川田裕美 役
- 俺のスカート、どこ行った？（2019年、NTV）カナコ 役
- 青のSP（2021年、CX）劇中劇 双葉の友達 役
- レンアイ漫画家（2021年、CX）先輩の元カノ 役（スチール）
- イチケイのカラス（2021年、CX）

### 配信ドラマ
- 宇宙を駆けるよだか（2018年、Netflix）中学時代の友達 役
- 君のことだけ見ていたい（2022年、hulu）

### CM
- Y!mobile学割「親子学割 篇」（2019年）
- Y!mobile学割「Y!BAND 火吹きパフォーマンス 篇」（2019年）
- Y!mobile学割「Y!BAND 結成 篇」（2019年）
- aikoの詩。「カブトムシ篇・10年後篇」（2019年）芦田愛菜友人 役
- サントリー 伊右衛門「はがして運試し 篇」（2020年）芦田愛菜友人 役
- サントリー 伊右衛門「キレイな色 篇」（2020年）芦田愛菜友人 役
- サントリー 伊右衛門「ひとめ惚れ 篇」（2021年）クラスメイト 役
- サントリー 伊右衛門「満員御礼 篇」（2021年）芦田愛菜友人 役
- U-NEXT（2022年）

### Web･その他
- リソー教育グループ「プロ家庭教師の名門会」（2022年）
- 共栄大学オープンキャンパス モデル（2022年）
- UR 住宅歴史館（2022年）
- 手羽先センセーション「ハローニューワールド」MV（2023年）ヒロイン